# Scelio nigrobrunneus
Scelio nigrobrunneus är en stekelart som beskrevs av Alan Parkhurst Dodd 1927. Scelio nigrobrunneus ingår i släktet Scelio och familjen Scelionidae. Inga underarter finns listade i Catalogue of Life.